# Neopantopsalis continentalis
Espèce
Synonymes
- Pantopsalis continentalis Roewer, 1923

Neopantopsalis continentalis est une espèce d'opilions eupnois de la famille des Neopilionidae.

## Distribution
Cette espèce est endémique du Queensland en Australie. Elle se rencontre vers Winton.

## Description
Le mâle holotype mesure 2,5 mm.

## Systématique et taxinomie
Cette espèce a été décrite sous le protonyme Pantopsalis continentalis par Roewer en 1923. Elle est placée dans le genre Neopantopsalis par Taylor et Hunt en 2009.

## Publication originale
- Roewer, 1923 : Die Weberknechte der Erde. Systematische Bearbeitung der bisher bekannten Opiliones. Gustav Fischer, Jena, p. 1-1116 (texte intégral).